# Adoració dels Reis Mags

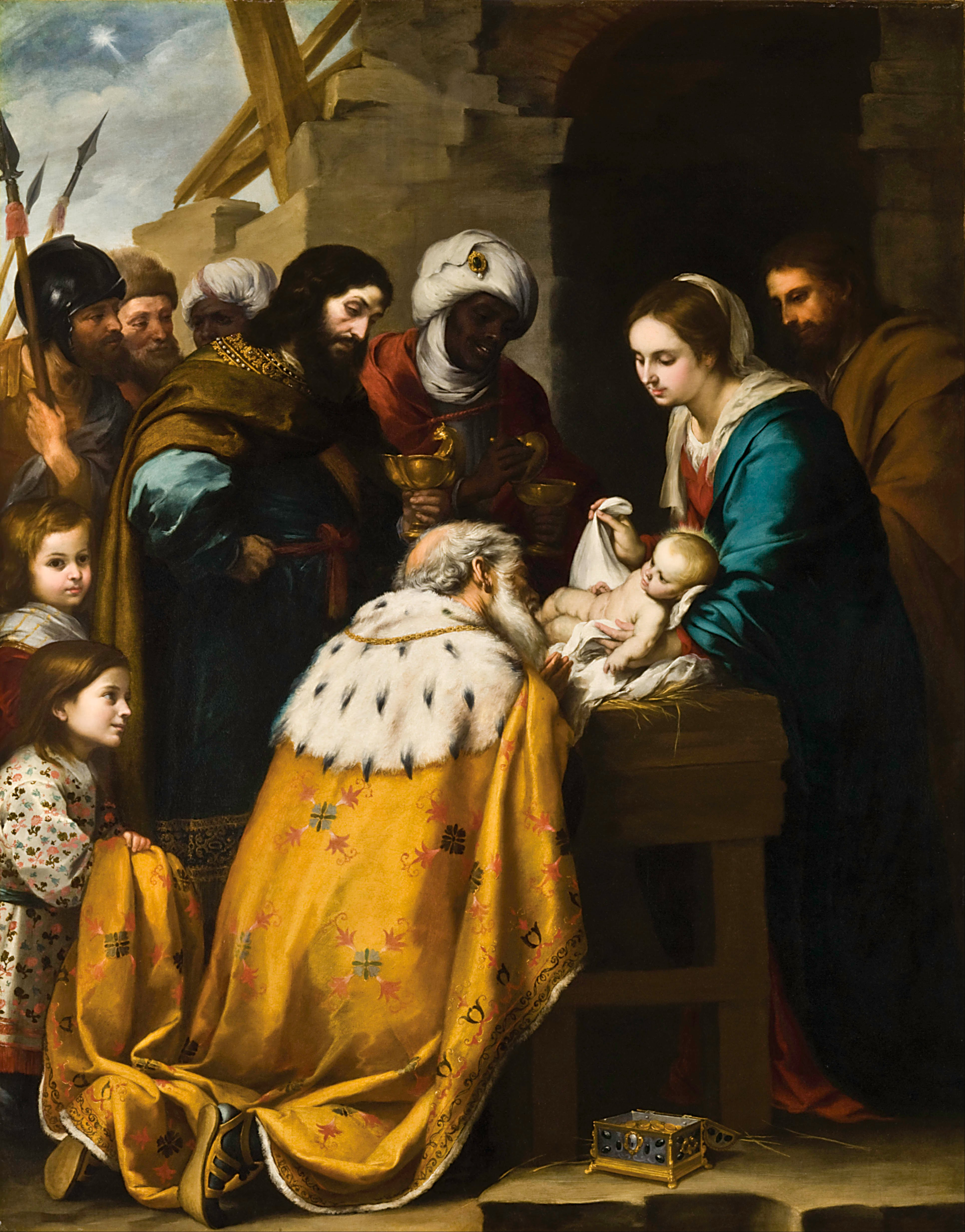
Adoració dels Mags, Bartolomé Esteban Murillo, segle XVII

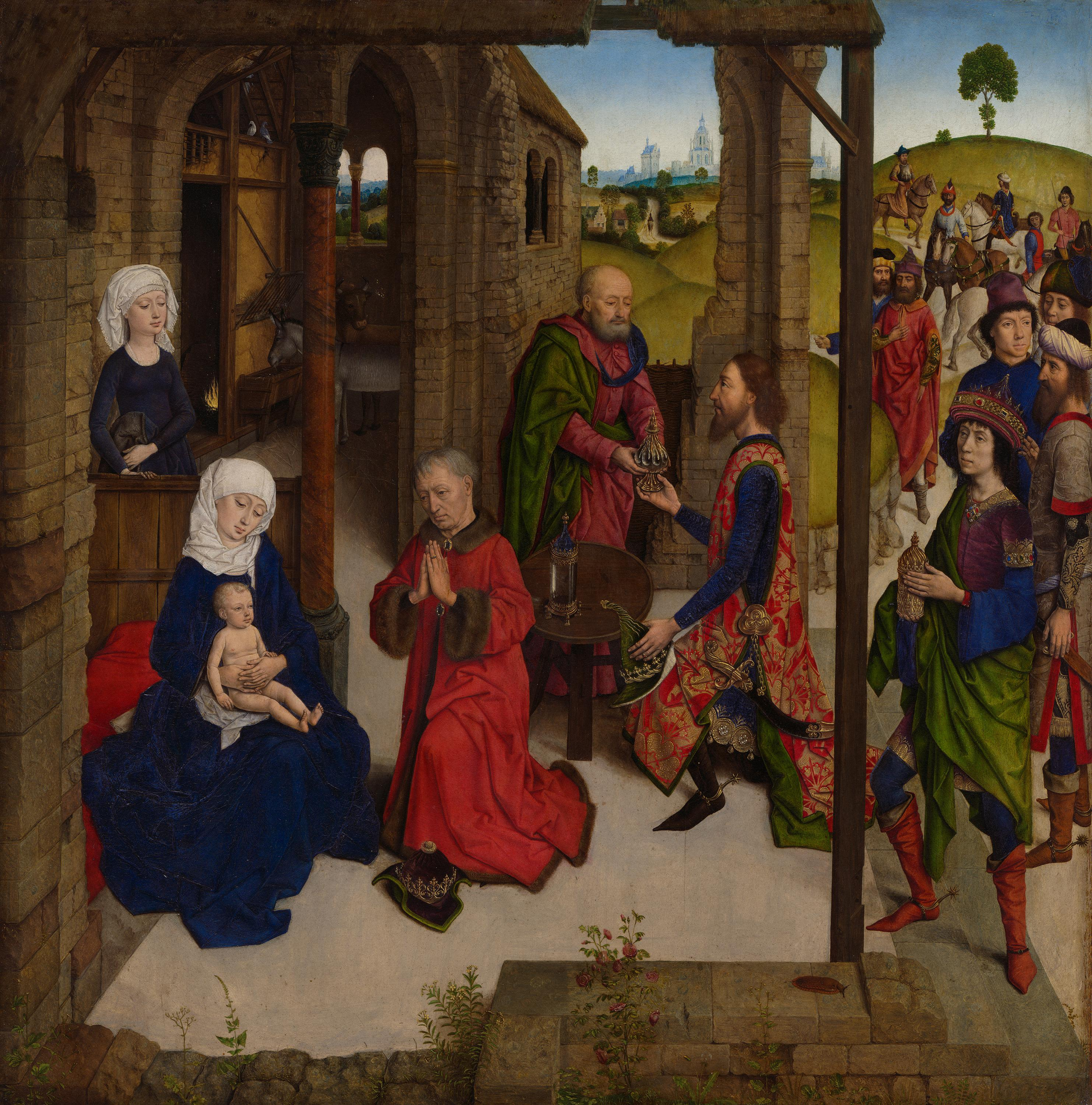
Adoració dels Mags, Dirk Bouts segle XV

L'Adoració dels Reis Mags o simplement Adoració dels Mags és, en la tradició cristiana, l'escena de la Nativitat de Jesús en la qual els Reis d'Orient, varen trobar Jesús seguint una estrella que els va guiar i li varen regalar or, encens, i mirra, i el varen venerar, tal com es narra a Mateu 2:11.
Al calendari eclesiàstic del cristianisme occidental, aquest esdeveniment es commemora com la festa de l'Epifania, el 6 de gener. L'Església Ortodoxa commemora l'Adoració dels Mags en la festivitat de la Nativitat, el 25 de desembre. La iconografia cristiana ha desenvolupat considerablement la narració dels Reis Mags d'Orient a partir del segon capítol de l'Evangeli de Mateu (Mateu, 2:1 a 2:22) i ho fa servir per formalitzar el reconeixement de Jesús, com a rei de la terra, des de la seva infantesa.

## Història
En les primeres descripcions bíbliques, el Mags són representats vestint pantalons a l'estil persa i barrets frigis, normalment de perfil, avançant caminant amb els seus regals i ofrenes a les seves mans. Aquestes imatges adapten representacions de l'antiguitat tardana per als bàrbars que se sotmetien a un emperador i que també portaven corones daurades, i per descomptat, relacionat amb imatges de portadors de tribut de diverses cultures de l'orient mitja mediterrani. Les imatges més antigues es troben en pintures de les catacumbes i relleus de sarcòfags del segle iv. Les corones es veuen primer en el segle x, principalment a l'oest, on les vestimentes havien perdut, en aquell moment, qualsevol sabor oriental en la majoria dels casos.
Les imatges romanes d'Orient posteriors sovint mostren barrets en forma de petites capses, el significat del qual és desconegut. Fins aquest període, es mostraven com personatges de la mateixa edat, introduint posteriorment la idea de descriure'ls representant les tres edats de l'home: un exemple especialment bonic es veu a la façana de la Catedral d'Orvieto.
Ocasionalment des del segle xii i més sovint al Nord d'Europa a partir del XV, els Mags també representen les tres parts conegudes del món: Baltasar és comunament identificat com un jove africà o moro, al vell Gaspar se'l representa amb trets, o més sovint, vestits orientals. Melcior representa Europa i la mitjana edat. Des del segle xiv cap endavant, els seguicis grans es mostren sovint, els regals es contenen en peces espectaculars d'orfebreria, i la roba dels Mags augmentant la seva ostentositat. El segle xv, l'Adoració dels Mags és sovint una peça complexa en la qual l'artista pot mostrar el seu domini de la composició, escenes atapeïdes que inclouen cavalls i camells, però també la plasmació de textures variades: seda, pell, joies i or dels Reis comparats amb la fusta de la quadra, la palla de la menjadora de Jesús i la roba aspra de Josep i els pastors.
L'escena sovint inclou també una diversitat d'animals: el bou i l'ase de l'escena de la Nativitat són normalment allà, excepte també els cavalls, camells, gossos, i falcons dels reis i el seu seguici, i de vegades uns altres animals, com ocells als costers de la quadra. Des del segle xv en endavant, el passatge de l'Adoració del Mags sovint es presentava amb l'Adoració dels pastors a partir de l'Evangeli segons Lluc,［2:8-20］ una oportunitat d'introduir encara més la diversitat humana i animal; en algunes composicions (tríptics per exemple), les dues escenes es contrasten o es posen com taules laterals amb una escena central dedicada a la Nativitat de Jesús.
El significat d'aquest passatge per a l'església i els desafiaments tècnics de la seva representació han fet de l'Adoració del Mags un tema favorit de l'art cristià: principalment la pintura, però també l'escultura i fins i tot la música (com a l'òpera de Gian Carlo Menotti Amahl i els visitants nocturns). També es troba la seva representació en vitralls.

## Tractaments per artistes individuals

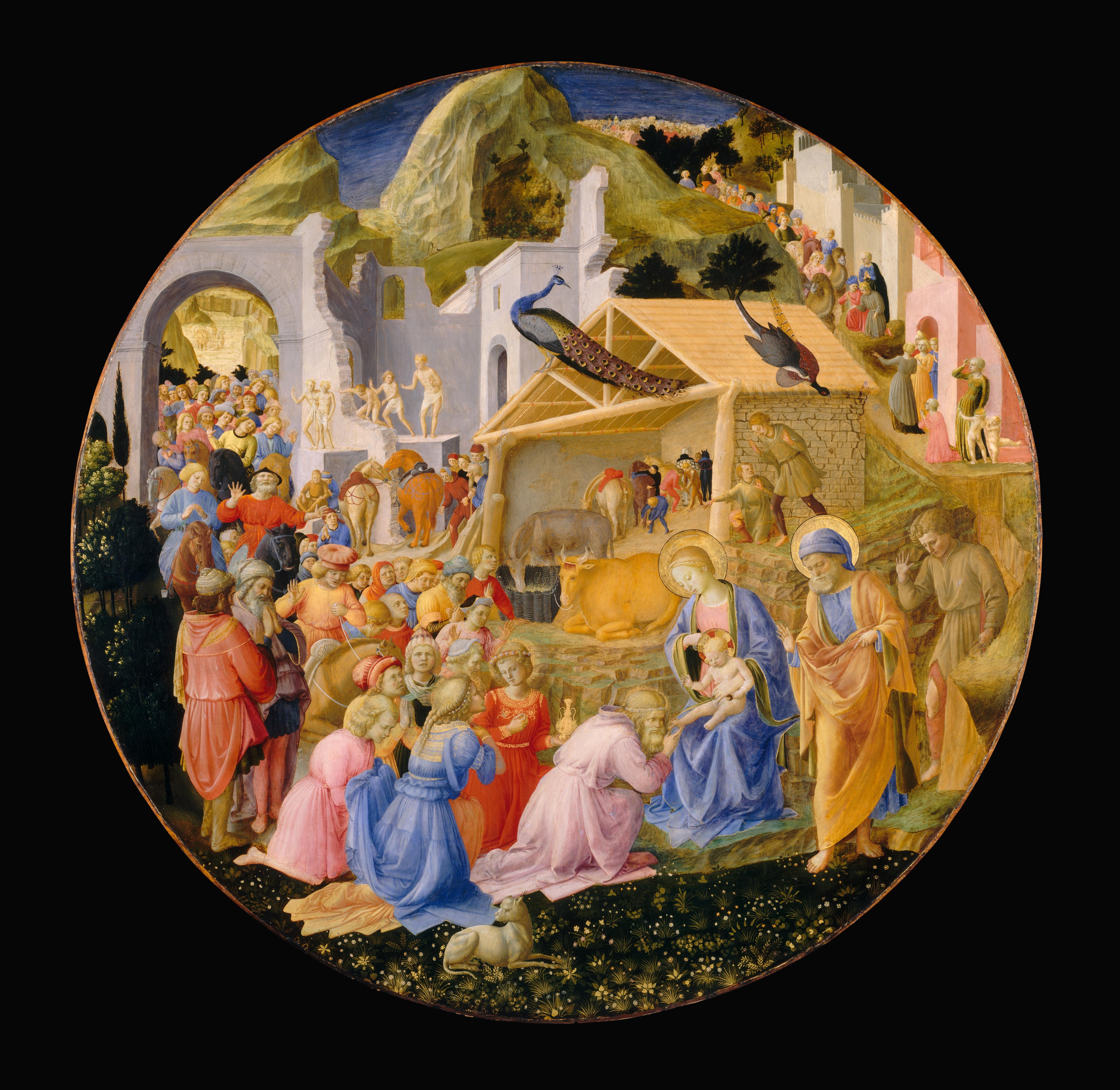
Adoració dels Mags, Fra Angelico i Filippo Lippi, segle XV

Molts artistes han tractat el tema. Entre els més populars es troben les següents obres (ordenació pel cognom de l'autor):
- Adoració dels Mags, Fra Angelico i Filippo Lippi (National Gallery of Art, Washington DC)
- Adoració dels Reis Mags o L'epifania, Hieronymus Bosch (Museu del Prado, Madrid)
- Adoració dels Reis Mags, Botticelli (National Gallery of Art, Washington DC)
- L'adoració dels Reis, Pieter Brueghel el Vell (Galeria Nacional, Praga)
- L'estrella de Betlem, Edward Coley Burne-Jones: (Birmingham Museum and Art Gallery)
- Adoració dels Mags, Andrea della Robbia (Victoria and Albert Museum)
- Retaule de Santa Columba, Rogier van der Weyden (Alte Pinakothek, Múnic)
- Adoració dels Mags, Albrecht Dürer (Galleria degli Uffizi, Florència)
- Adoració dels Reis Mags, Gentile da Fabriano (Galleria degli Uffizi, Florència)
- Fresc de l'Adoració dels Reis Mags, Giotto di Bondone (Capella dels Scrovegni, Pàdua)
- Adoració dels Reis Mags, Domenico Ghirlandaio (Ospedale degli Innocenti, Florència)
- Adoració dels Mags, Leonardo da Vinci (Galleria degli Uffizi, Florència)
- Adoració dels Reis Mags, Andrea Mantegna (Getty Center. Los Angeles)
- Mare i fill, Tommaso Masaccio (Gemäldegalerie, Berlín)
- Adoració dels Reis Mags (Perugino), Pietro Perugino (Galleria Nazionale dell'Umbria, Perusa)
- Adoració dels Reis Mags (Rubens, Lió), Peter Paul Rubens (Museu de Belles Arts de Lió)
- Adoració dels Reis Mags (Rubens, Cambridge), Peter Paul Rubens (King's College Chapel, Cambridge)
- Adoració dels Reis Mags (Rubens, Anvers), Peter Paul Rubens (Museu reial de Belles Arts d'Anvers)
- Adoració dels Reis Mags (Velázquez), Diego Velázquez (Museu del Prado, Madrid)
- Adoració dels Reis Mags (Veronese), Paolo Veronese (National Gallery de Londres)

## Galeria d'art

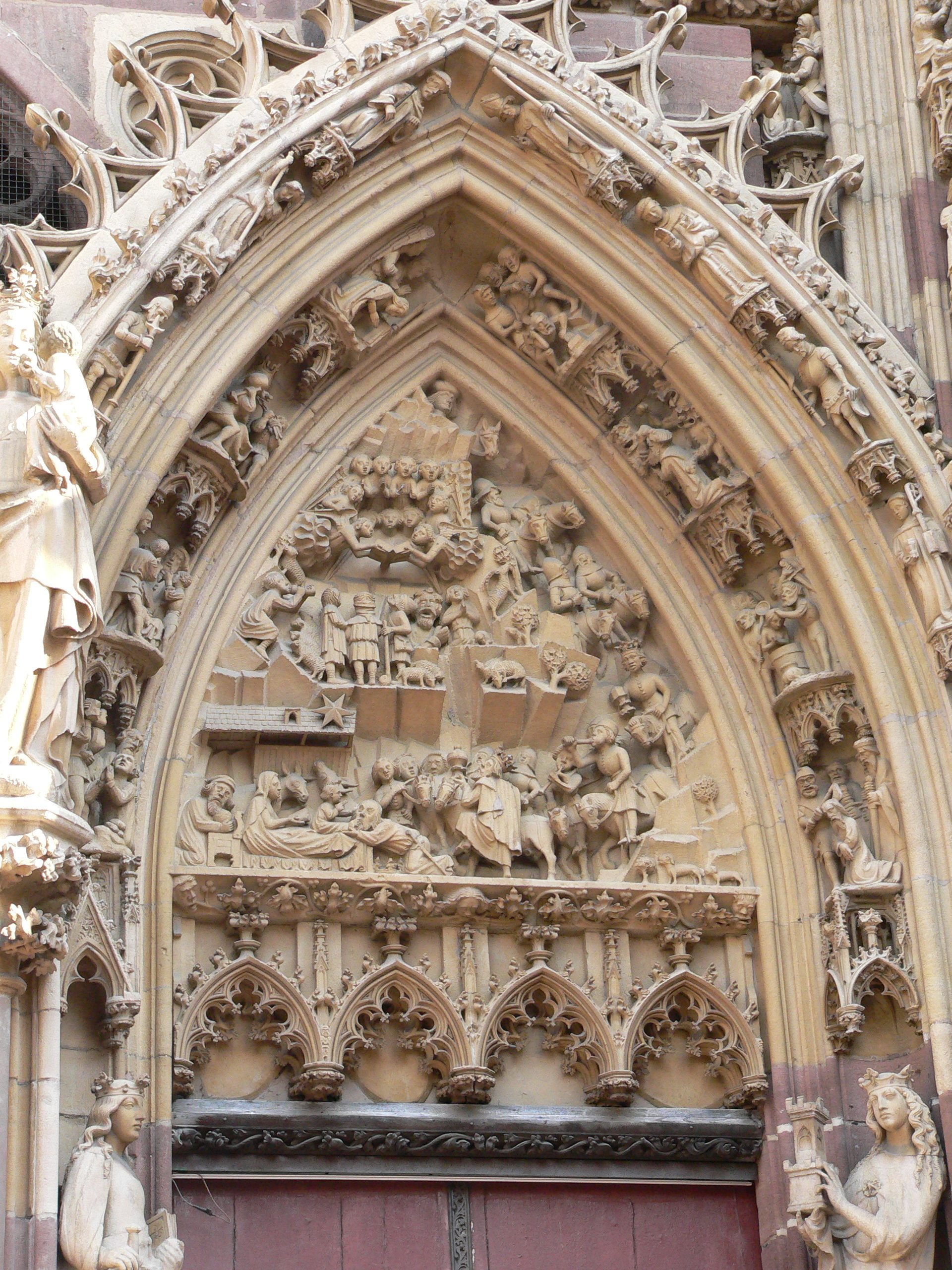
Església de Saint-Thiébaut, Thann, al voltant de 1400
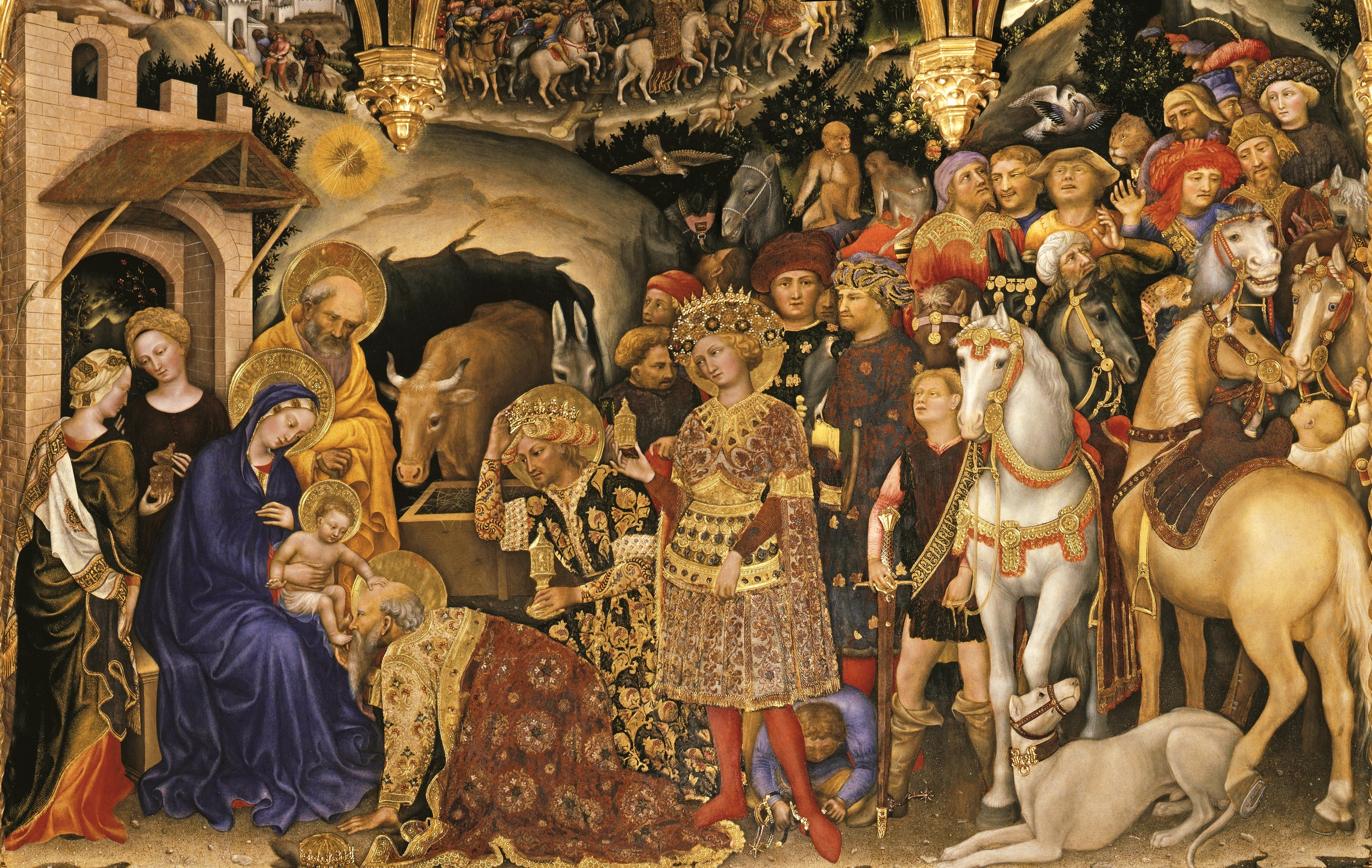
Gentile da Fabriano, 1423
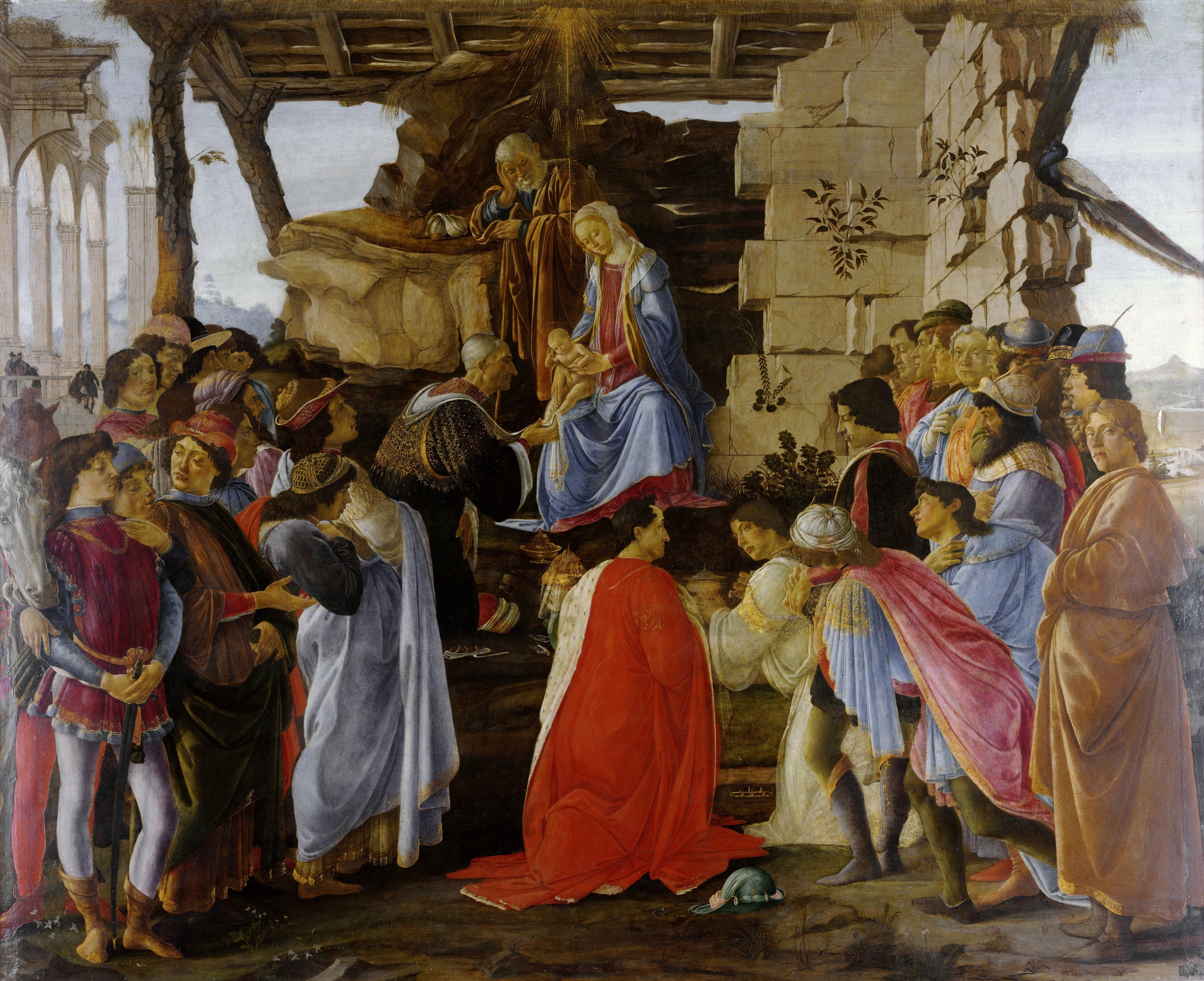
Botticelli, 1475
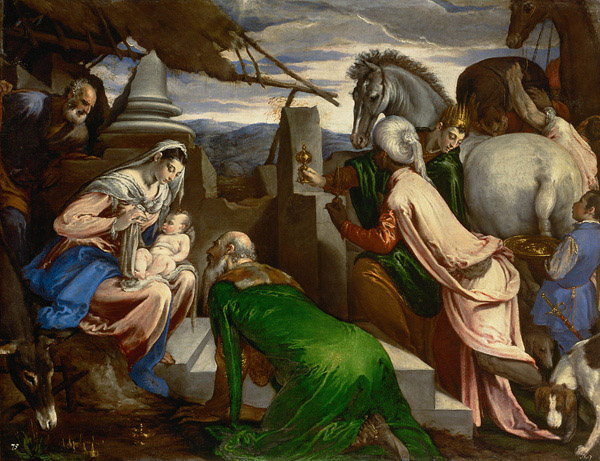
Giacomo da Ponte, 1563-1564
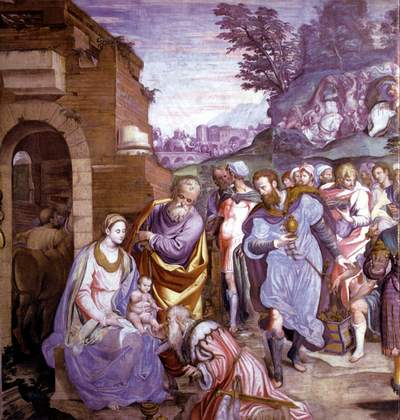
Simone Peterzano, segle XVI
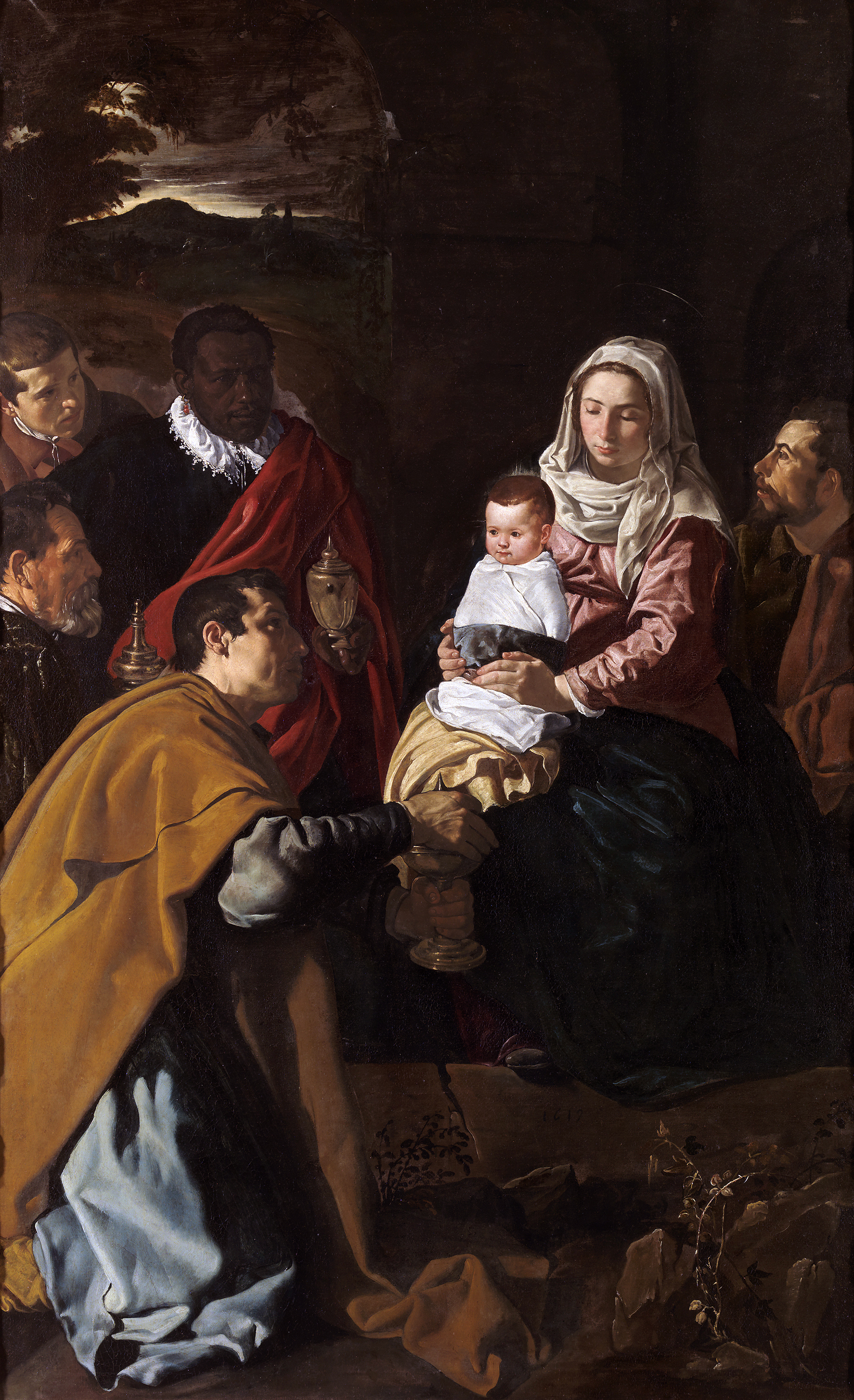
Diego Velázquez, 1619
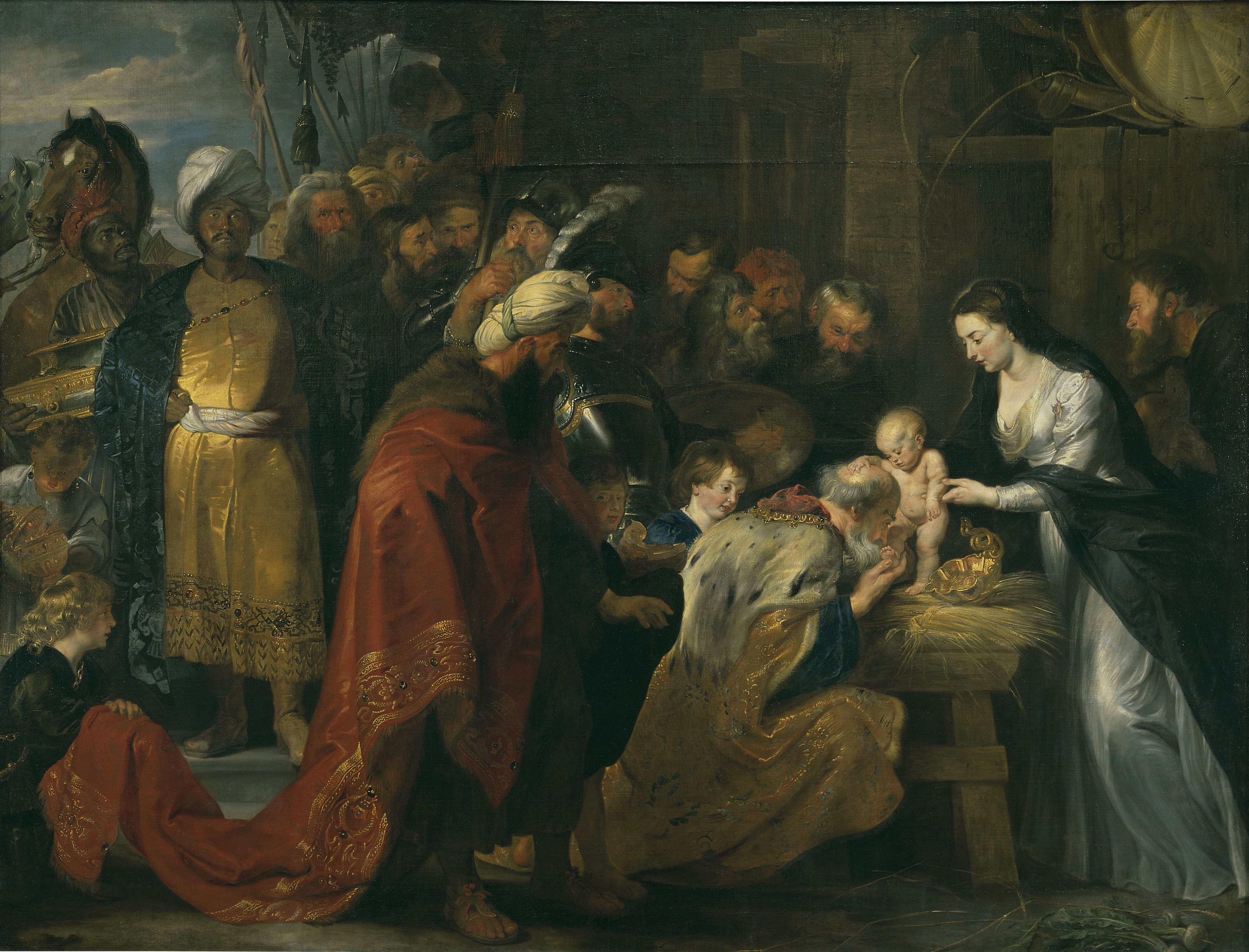
Rubens, c1617-18
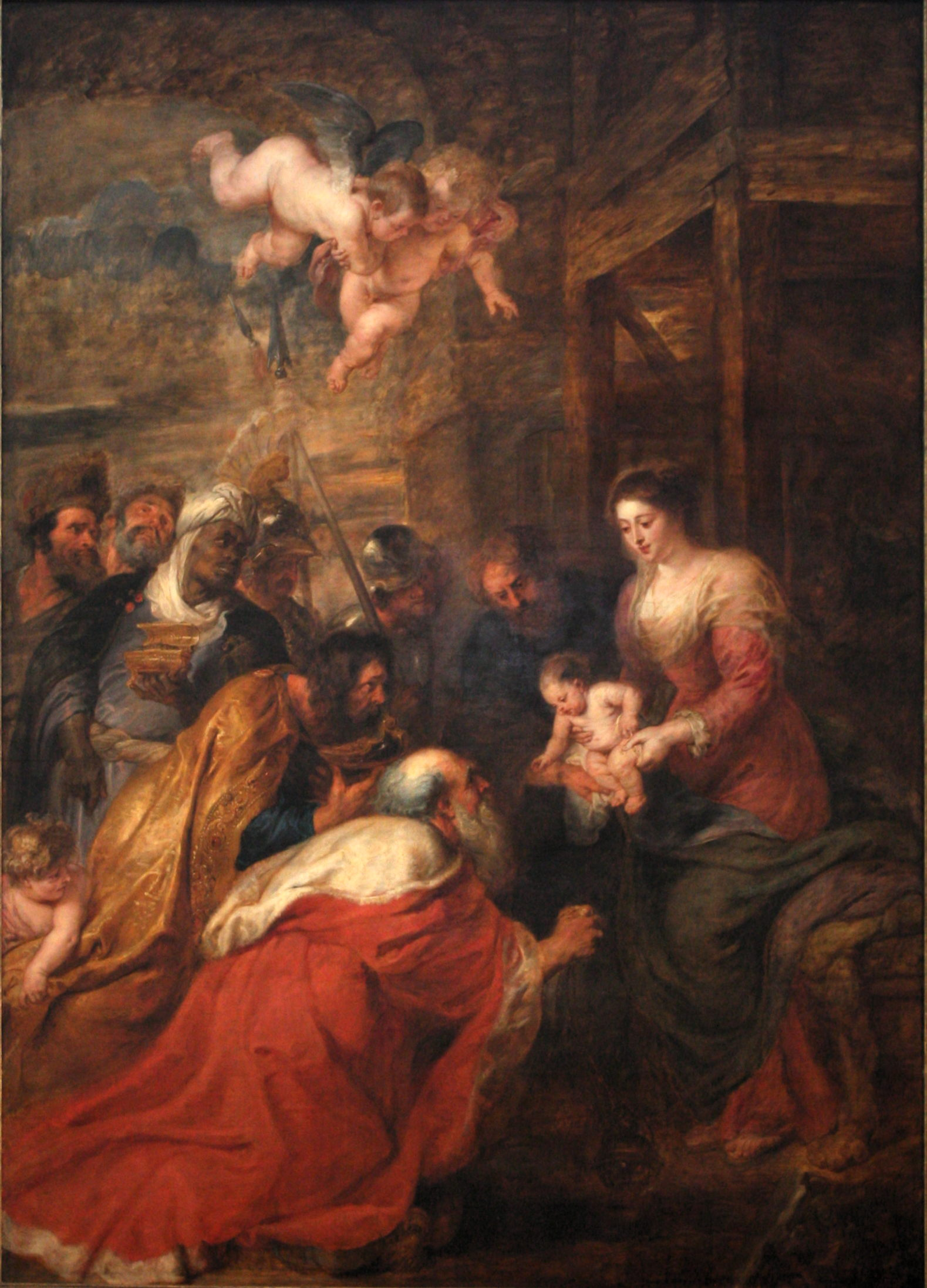
Rubens, 1634
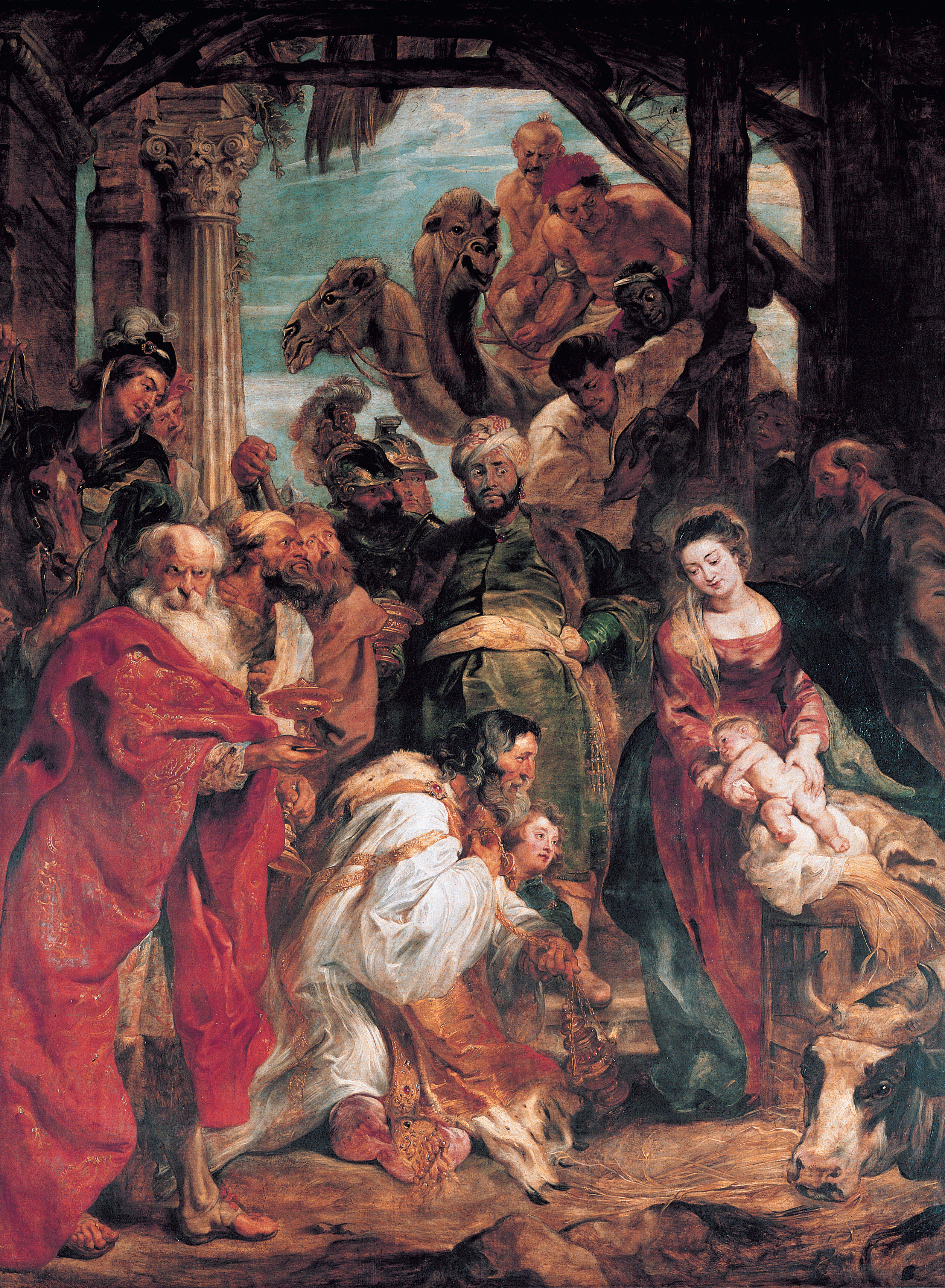
Rubens, segle XVII
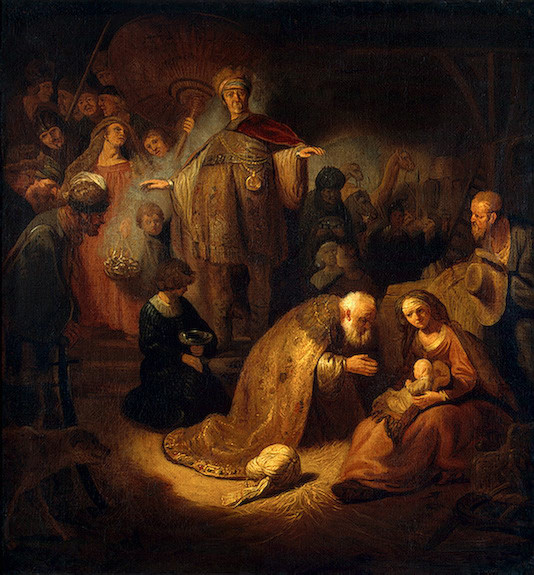
Rembrandt, 1632
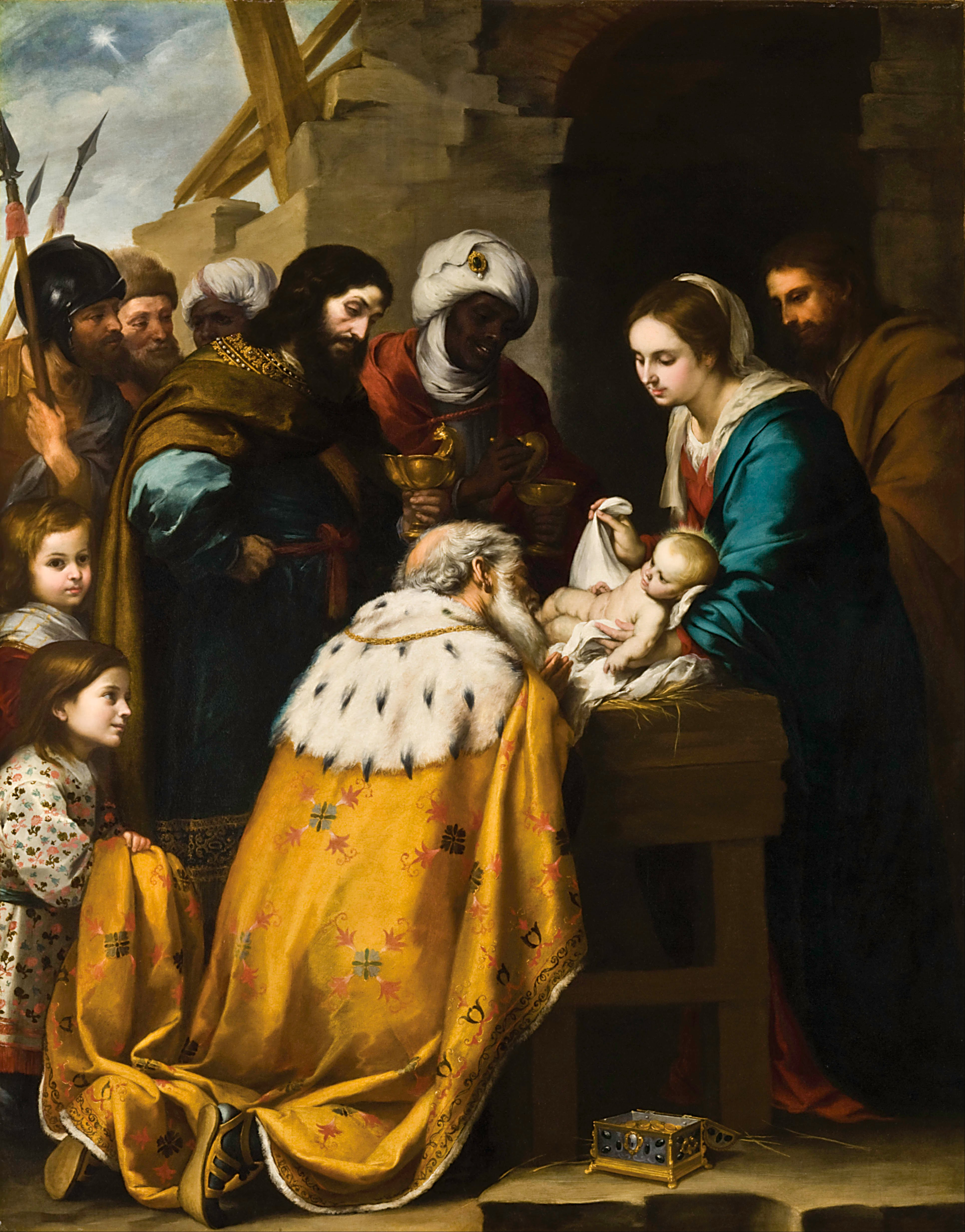
Murillo, segle XVII
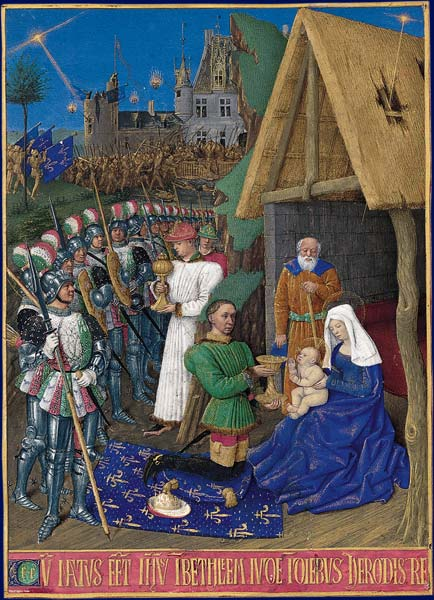
Jean Fouquet (un del mags és el Rei Carles VII de França)
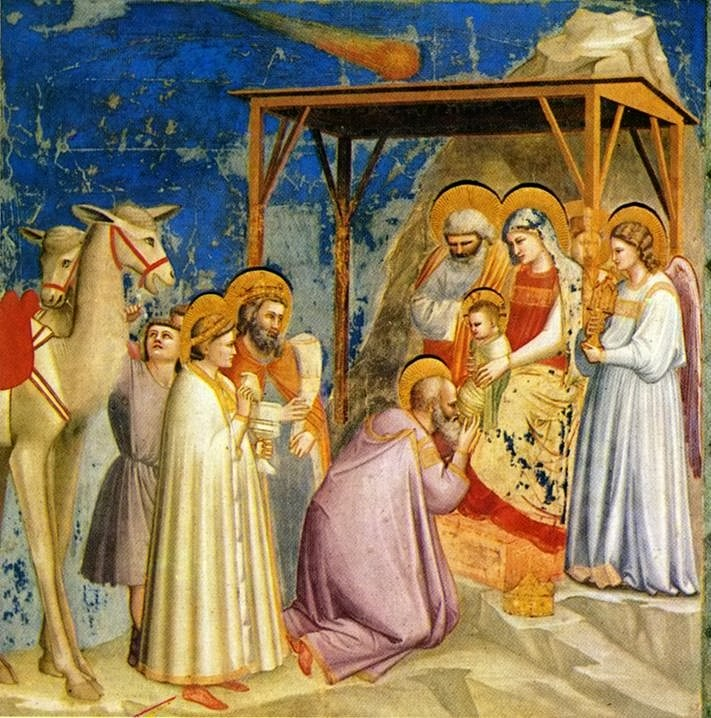
Adoració dels Mags Giotto
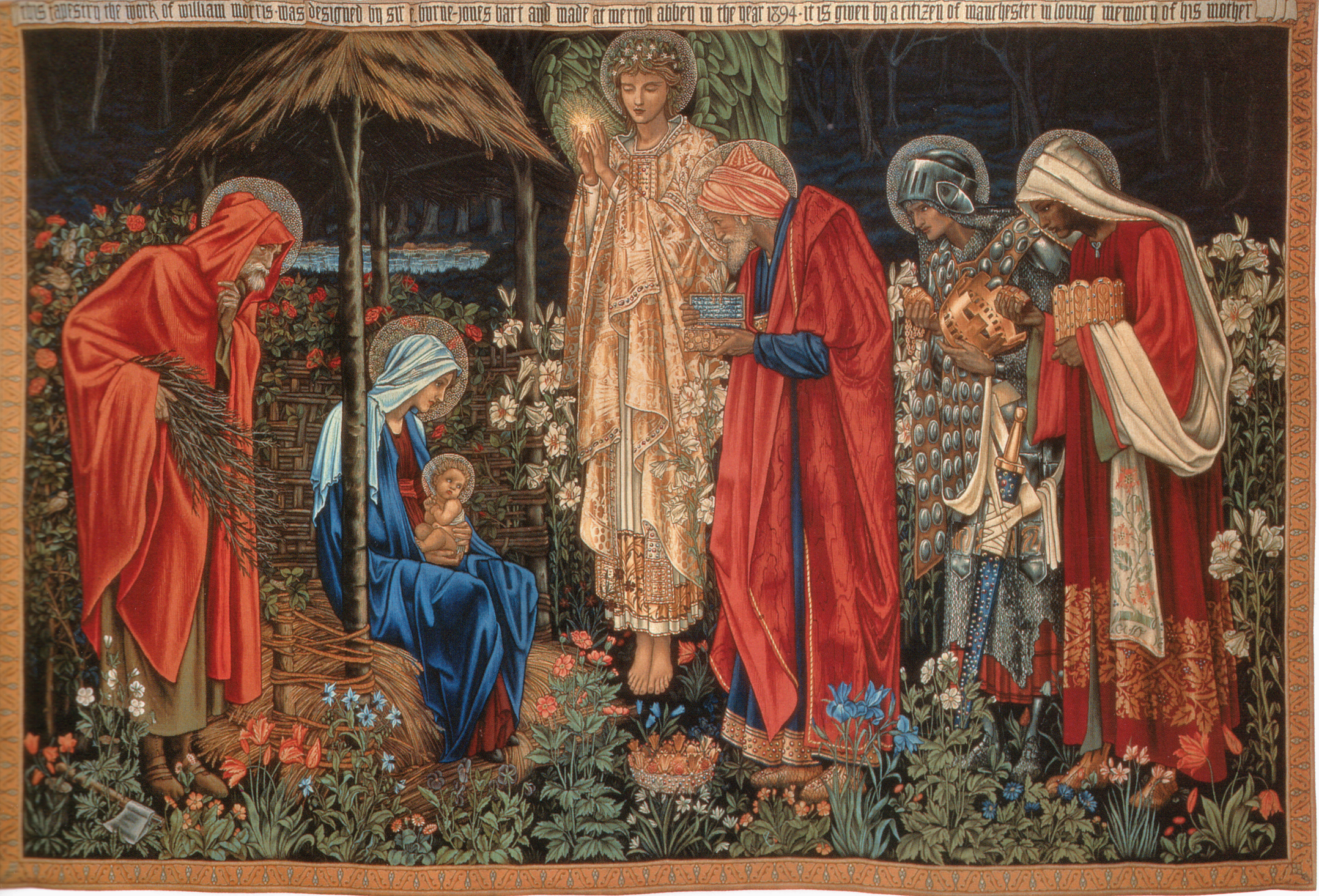
Adoració dels Mags, Morris & Co. tapestry, 1888–1894
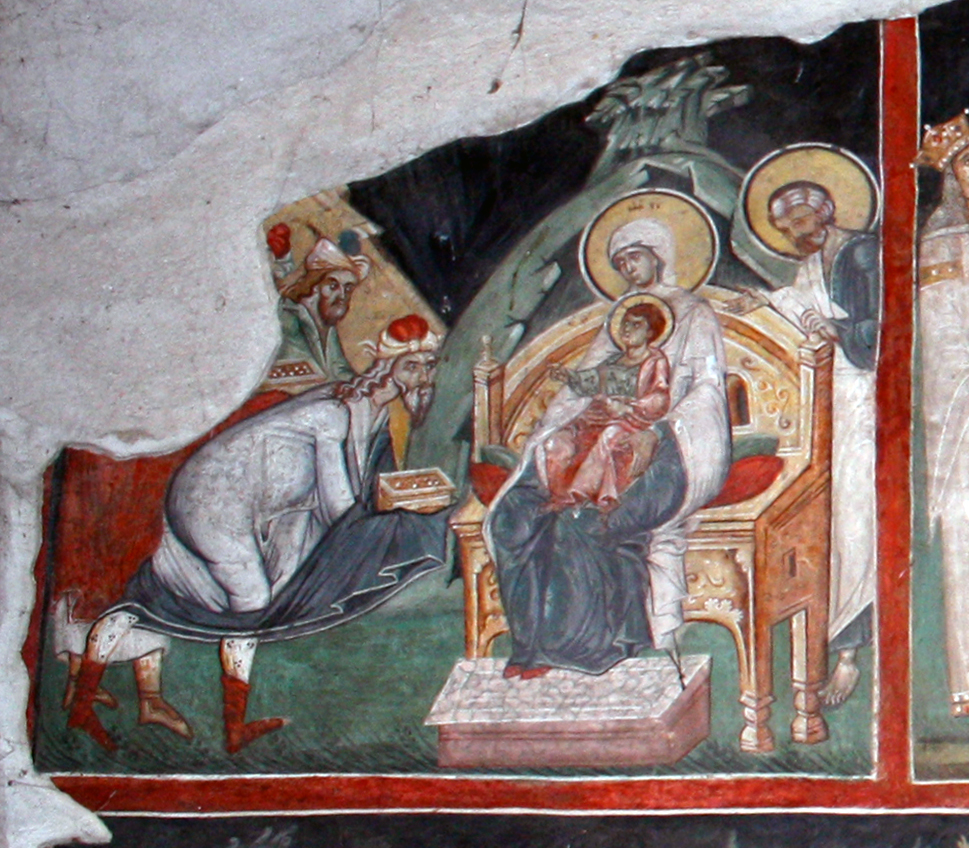
Adoració dels Mags. Fragment de fresc medieval, Monestir Kremikovtsi
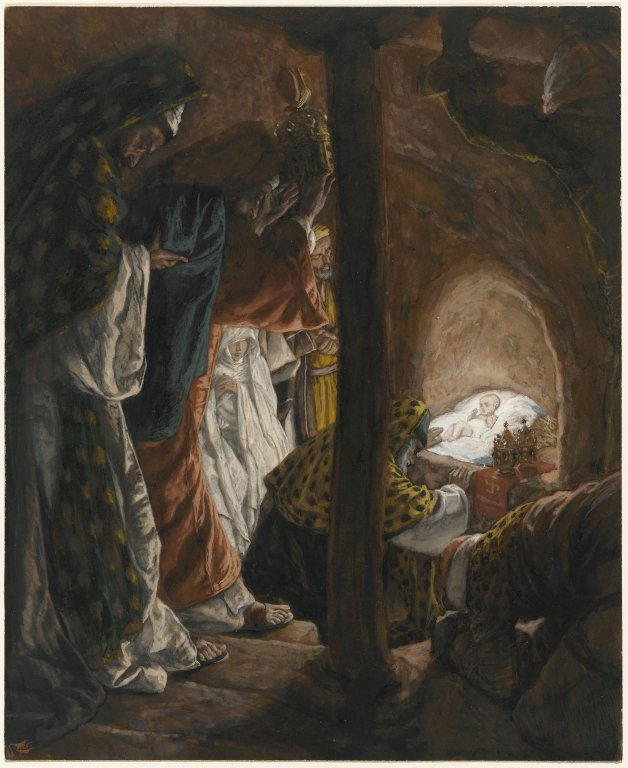
James Tissot - Brooklyn Museum
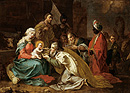
Martino Altomonte
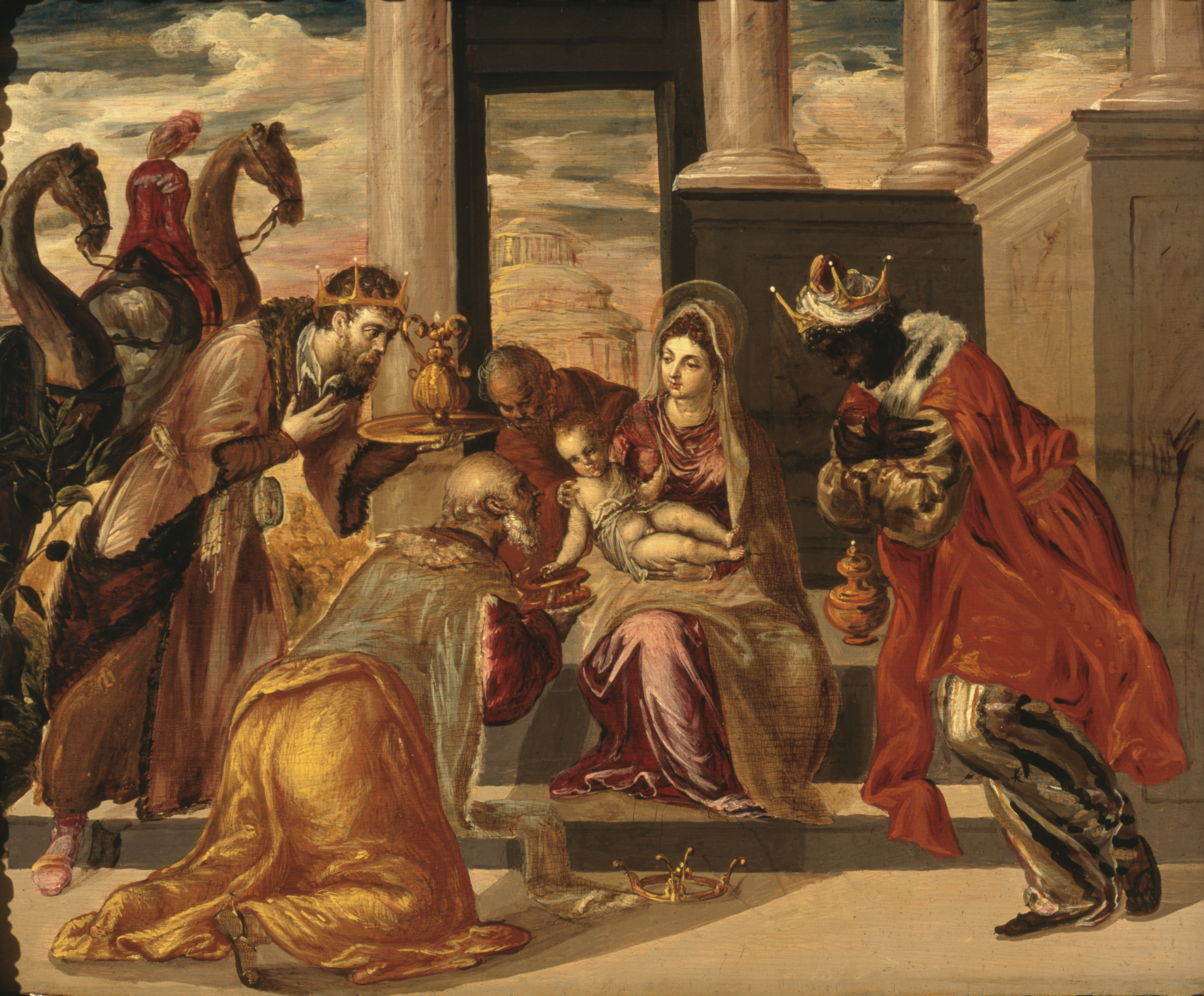
El Greco